# Jouko Launonen
Jouko Ilmari Launonen (* 3. Juni 1939 in Jyväskylä) ist ein ehemaliger finnischer Eisschnellläufer.

## Werdegang
Launonen trat international erstmals bei der Mehrkampfeuropameisterschaft 1961 in Helsinki in Erscheinung, wobei er den 21. Platz im Großen Vierkampf errang. In der Saison 1962/63 lief er bei der Mehrkampfweltmeisterschaft 1963 in Karuizawa auf den 17. Platz und bei der Mehrkampfeuropameisterschaft 1963 in Göteborg auf den 11. Rang im Großen Vierkampf. Nach Platz 18 im Großen Vierkampf bei der Mehrkampfeuropameisterschaft 1964 in Oslo zu Beginn der Saison 1963/64, belegte er bei den Olympischen Winterspielen 1964 in Innsbruck den 18. Platz über 5000 m, den 14. Rang über 10.000 m sowie den vierten Platz über 1500 m und bei der Mehrkampfweltmeisterschaft 1964 in Helsinki wie im Vorjahr den 17. Platz im Großen Vierkampf. Im folgenden Jahr errang er bei der Mehrkampfeuropameisterschaft in Göteborg den 28. Platz im Großen Vierkampf und gewann bei der Mehrkampfweltmeisterschaft in Oslo die Silbermedaille. In den folgenden Jahren kam er bei der Mehrkampfweltmeisterschaft 1966 in Göteborg auf den 18. Platz, bei der Mehrkampfeuropameisterschaft 1966 in Deventer auf den neunten Rang, bei der Mehrkampfweltmeisterschaft 1967 in Oslo auf den achten Platz im Großen Vierkampf und bei der Mehrkampfeuropameisterschaft 1967 in Lahti auf den 33. Rang im Kleinen Vierkampf. In der Saison 1967/68 belegte er bei der  Mehrkampfeuropameisterschaft 1968 in Oslo den 13. Platz im Großen Vierkampf, bei der Mehrkampfweltmeisterschaft 1968 in Göteborg den 21. Rang im Großen Vierkampf und beim Saisonhöhepunkt, den Olympischen Winterspielen 1968 in Grenoble, den 33. Platz über 500 m, den 15. Rang über 5000 m, den 14. Platz über 1500 m sowie den 12. Platz über 10.000 m. Bei finnischen Meisterschaften siegte er sechsmal im Großen Vierkampf (1963–1968), zweimal über 5000 m (1967, 1968) sowie jeweils einmal über 1500 m (1967) und über 10.000 m (1967).

## Erfolge

### Olympische Spiele
- 1964 Innsbruck: 4. Platz 1500 m, 14. Platz 10.000 m, 18. Platz 5000 m
- 1968 Grenoble: 12. Platz 10.000 m, 14. Platz 1500 m, 15. Platz 5000 m, 33. Platz 500 m

### Mehrkampf-Weltmeisterschaften
- 1963 Karuizawa: 17. Platz Großer Vierkampf
- 1964 Helsinki: 17. Platz Großer Vierkampf
- 1965 Oslo: 2. Platz Großer Vierkampf
- 1966 Göteborg: 18. Platz Großer Vierkampf
- 1967 Oslo: 8. Platz Großer Vierkampf
- 1968 Göteborg: 21. Platz Großer Vierkampf

### Mehrkampf-Europameisterschaften
- 1961 Helsinki: 21. Platz Großer Vierkampf
- 1963 Göteborg: 11. Platz Großer Vierkampf
- 1964 Oslo: 18. Platz Großer Vierkampf
- 1965 Göteborg: 28. Platz Großer Vierkampf
- 1966 Deventer: 9. Platz Großer Vierkampf
- 1967 Lahti: 33. Platz Kleiner Vierkampf
- 1968 Oslo: 13. Platz Großer Vierkampf

## Persönliche Bestzeiten
| Disziplin | Zeit        | Datum            | Ort       |
| --------- | ----------- | ---------------- | --------- |
| 500 m     | 41,5 s      | 24. Februar 1963 | Karuizawa |
| 1500 m    | 2:06,3 min  | 25. Februar 1967 | Inzell    |
| 3000 m    | 4:27,4 min  | 25. Februar 1967 | Inzell    |
| 5000 m    | 7:36,2 min  | 25. Februar 1967 | Inzell    |
| 10.000 m  | 15:50,0 min | 28. Januar 1968  | Oslo      |